# Kościół św. Jacka w Stepnicy

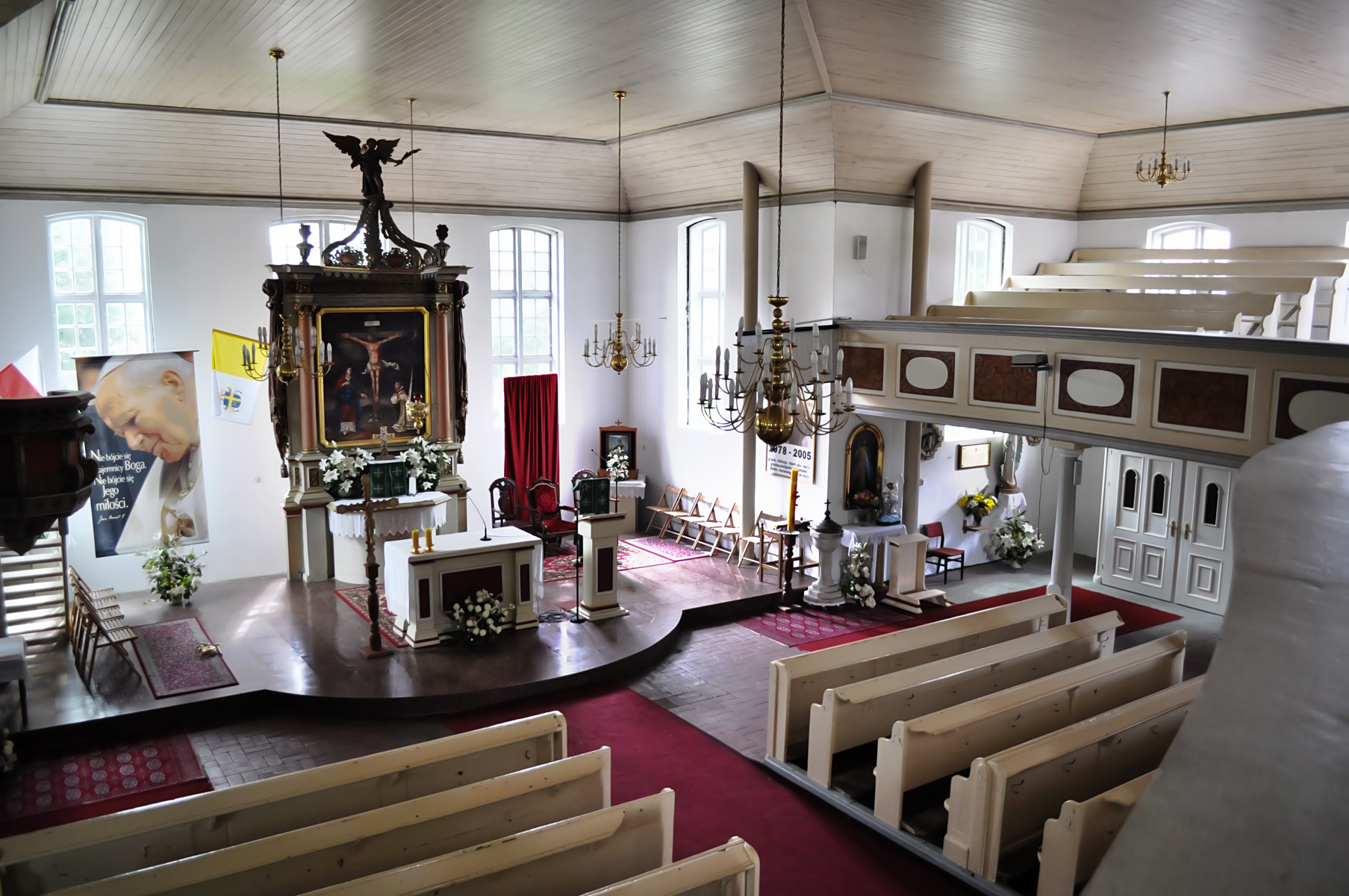
Wnętrze kościoła

Kościół św. Jacka – rzymskokatolicki (wcześniej ewangelicki) kościół parafialny w Stepnicy. Świątynię wzniesiono w 1741 na planie krzyża greckiego (duża rzadkość na Pomorzu Zachodnim). Ściany kościoła zbudowano w technice ryglowej, jednak z powodu późniejszego otynkowania cecha ta nie jest widoczna. Interesującym elementem wyposażenia jest częściowo przebudowany ołtarz ambonowy.

## Historia
Pierwszy kościół na terenie parafii Stepnica powstał we wsi Świętowice podczas wypraw misyjnych św. Ottona z Bambergu na Pomorze (lata: 1124,1128). W późniejszym okresie w Stepnicy lub jej najbliższej okolicy zbudowany został kościół i klasztor klarysek, przebywali tu także joannici. Pierwsza wzmianka o proboszczu w Stepnicy pochodzi z 1406. Średniowieczny kościół w Stepnicy został zniszczony przez pożar w 1564. Wzniesiona na jego miejscu świątynia przetrwała do pierwszej połowy XVIII w., kiedy to została rozebrana. Wkrótce zaczęto wznosić nowy kościół lecz w czasie prac budowlanych, wybuchł pożar, który zniszczył wznoszoną świątynię. 
Kolejny (istniejący do dziś) kościół w Stepnicy zbudowano w 1741 w technice ryglowej na planie równoramiennego krzyża. W 1840 budowla została otynkowana. W 1997 w wyniku pożaru poważnemu uszkodzeniu uległa wieża kościoła. Odbudowano ją w niedługim czasie. Obecnie przed kościołem eksponowane są popękane dzwony, które uległy uszkodzeniu w czasie tego pożaru.

## Wyposażenie
Świątynia przykryta jest podwyższonym i odeskowanym stropem. Wewnątrz, częściowo przebudowany, barokowy ołtarz ambonowy (kosz ambony został odjęty od ołtarza i umocowany do bocznej ściany prezbiterium, baldachim ambony pozostał przy ołtarzu). Na emporze zdekompletowany prospekt organowy. W kościele zachowały się drewniane empory boczne, empora chórowa oraz ławki z połowy XVIII w.
Kościół św. Jacka w Stepnicy został w dniu 5 grudnia 1963 wpisany do rejestru zabytków pod numerem 412 (nowy numer A-1264).

## Przypisy

Galeria
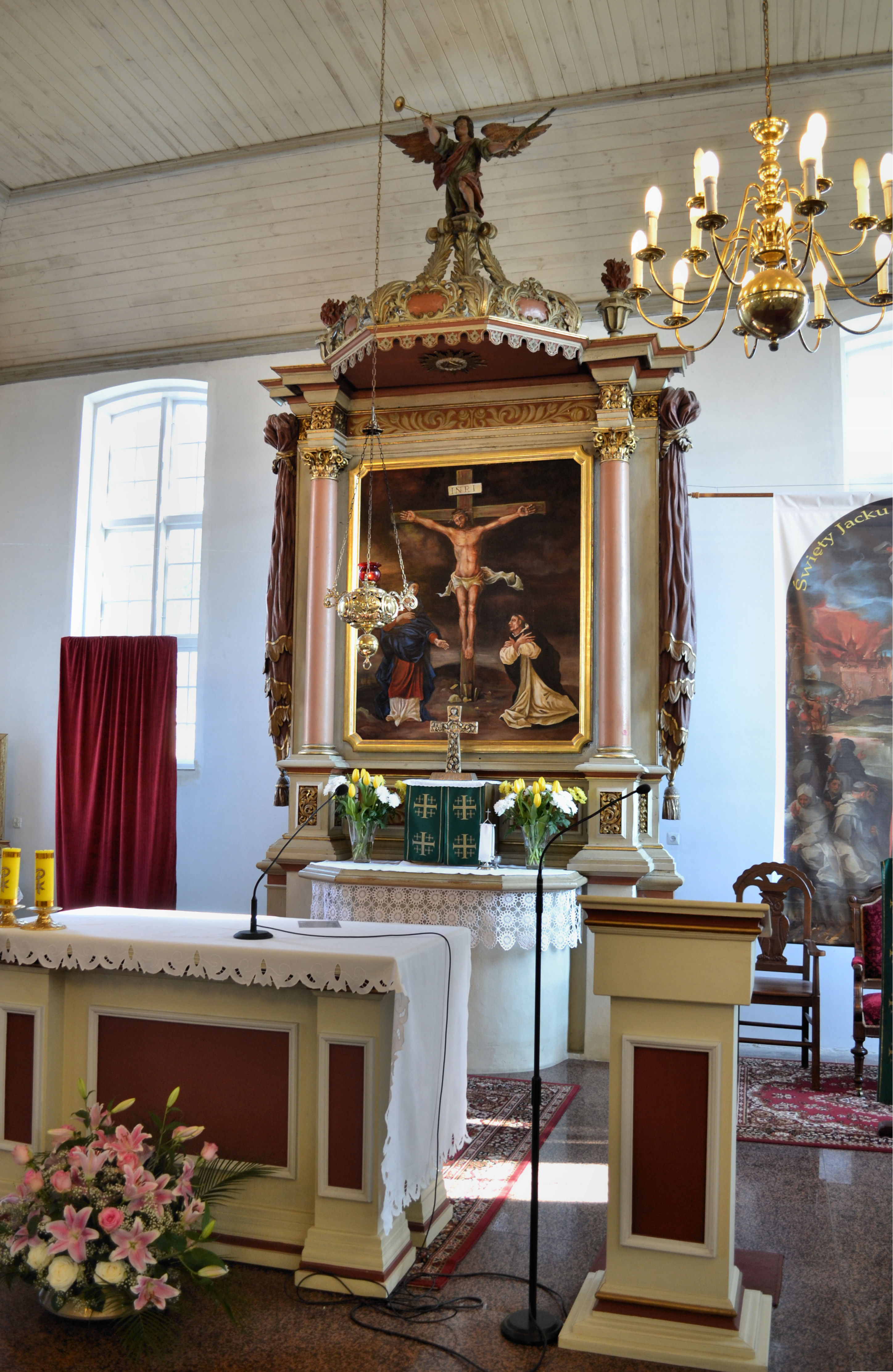
Ołtarz
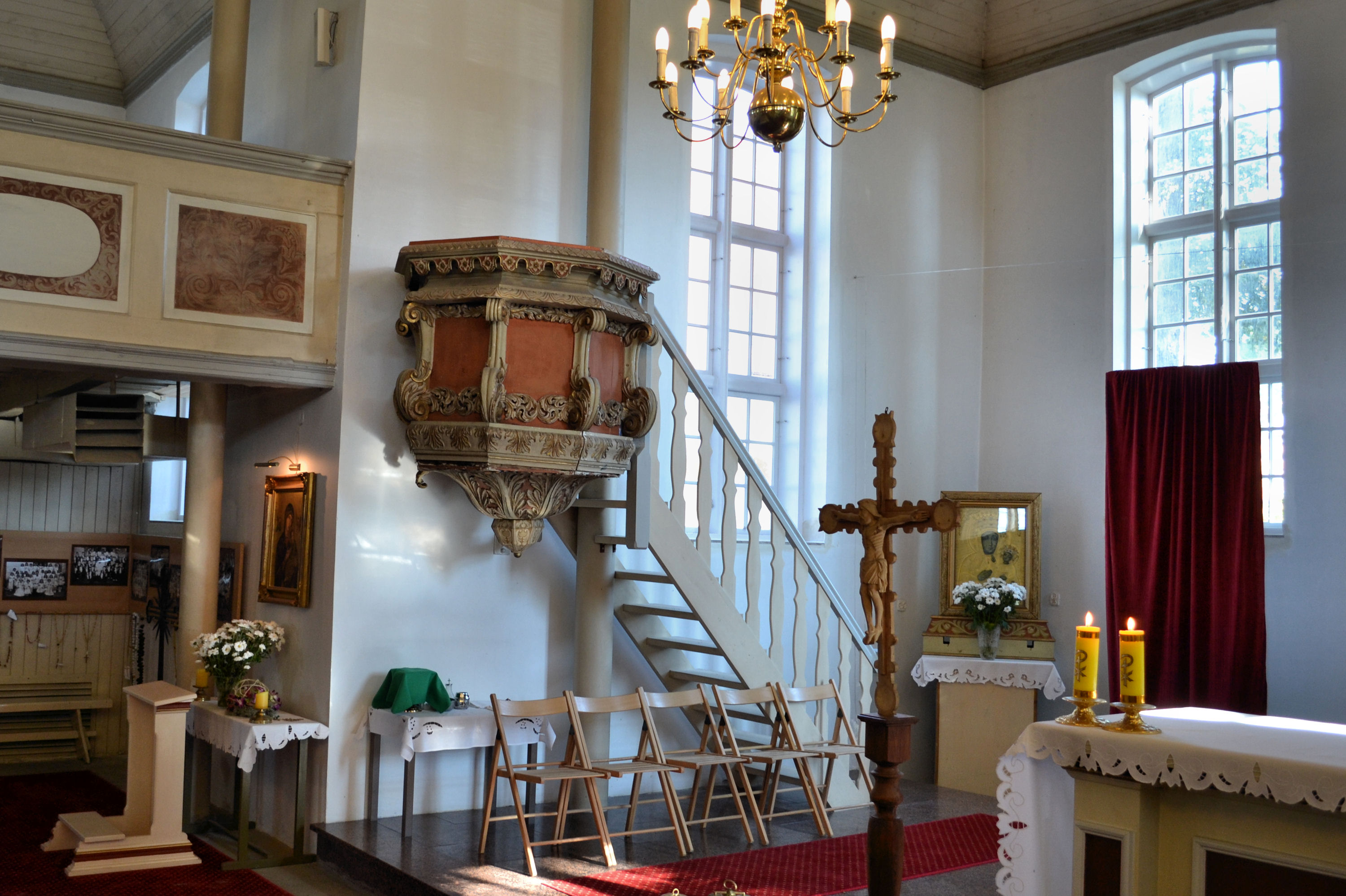
Ambona
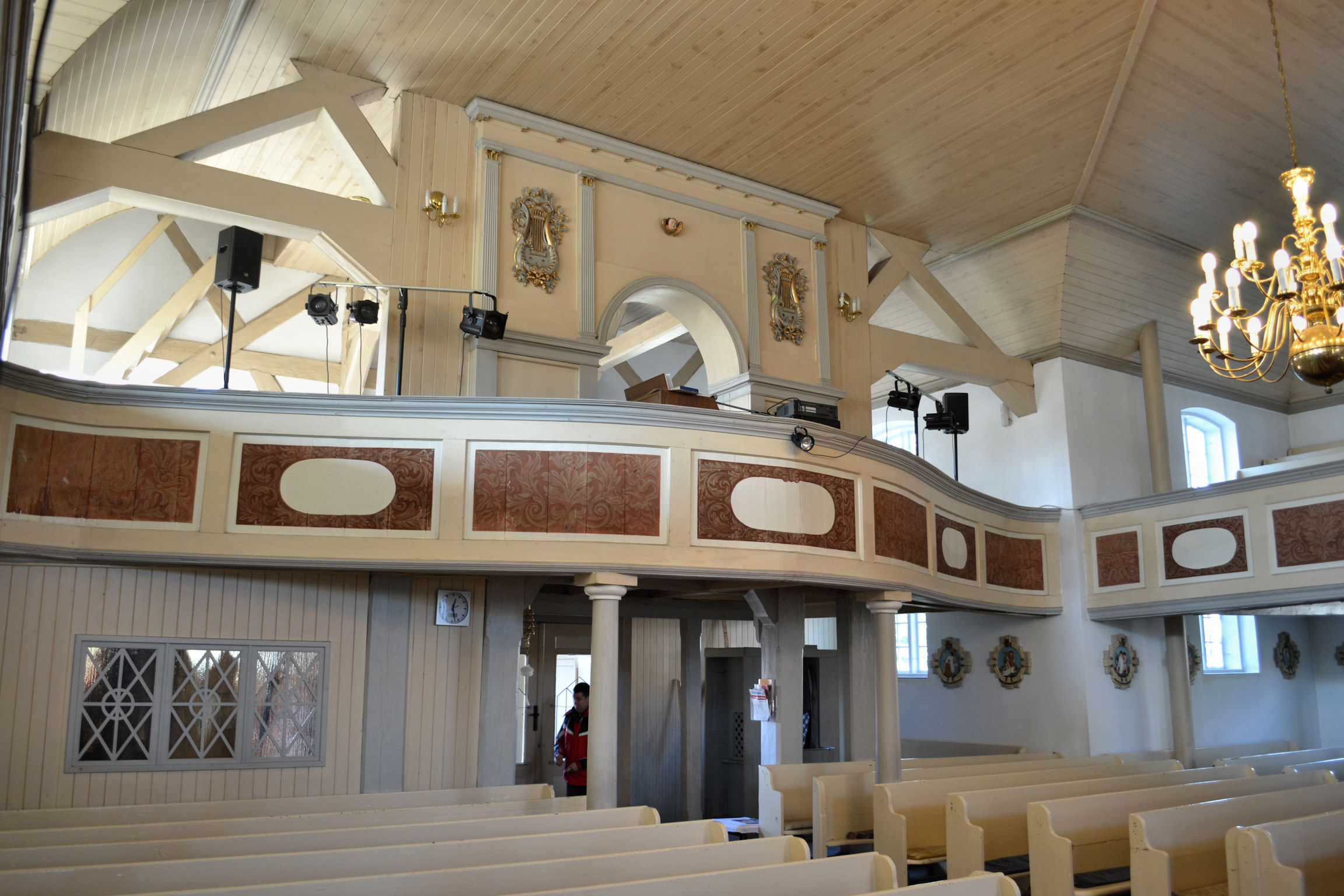
Empora organowa
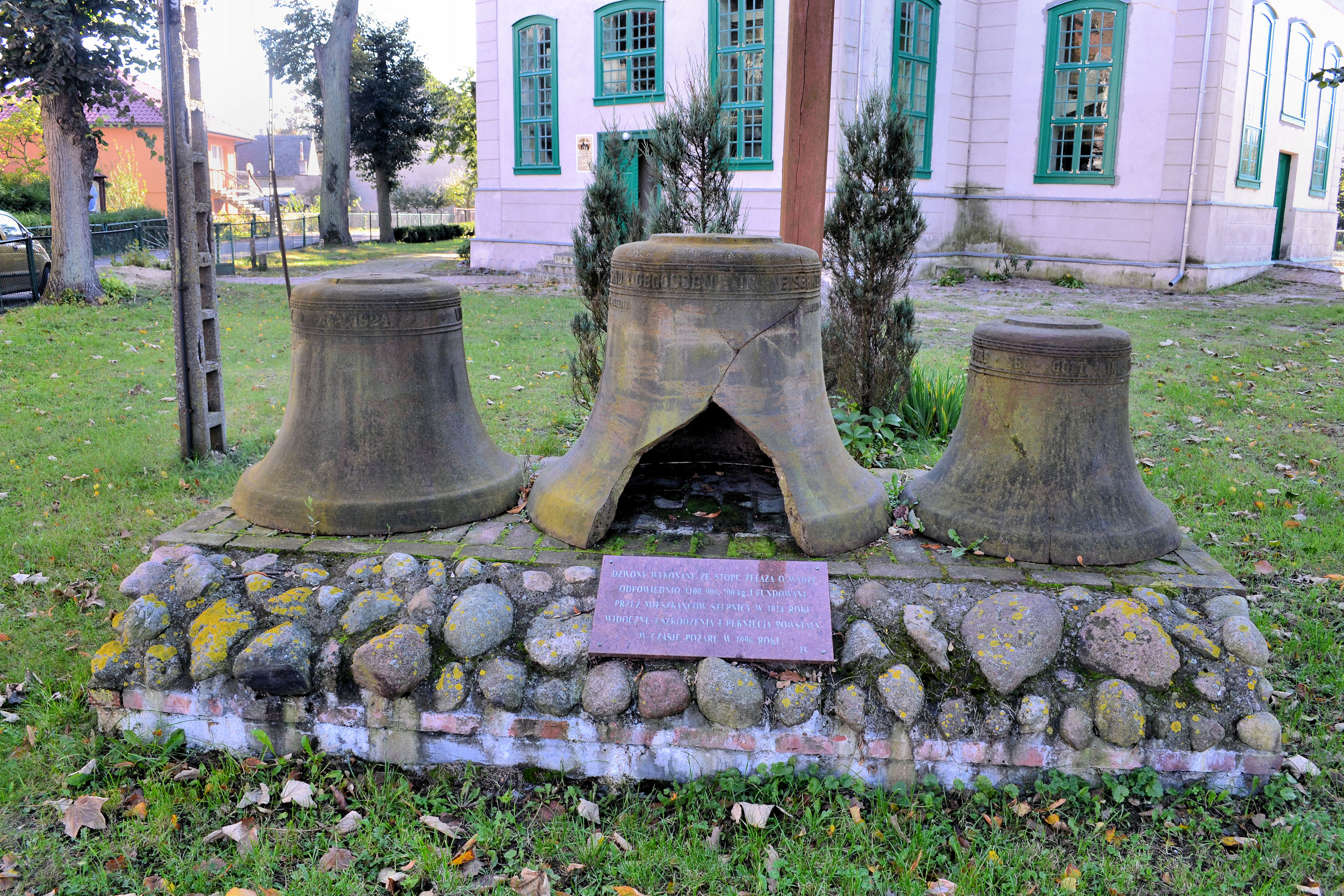
Uszkodzone dzwony